# Richard od Svatého Viktora
Richard od Svatého Viktora († 1173) byl středověký skotský filozof a teolog, jeden z nejvlivnějších náboženských myslitelů své doby a významný středověký křesťanský mystik. Byl řeholním kanovníkem v klášteru svatého Viktora v Paříži.

## Život
Richard byl žákem a následovníkem Hugovým. Zažil v klášteře velmi rušná a kritická léta vlády opata Ernisia, posledních deset let byl převorem, i když jeho funkce byla opatem značně omezena. Zemřel dva roky po napravení situace, v roce 1173.

## Richardovy spisy
Jeho spisy navazují na spisy a učení Hugovo a staví na jeho základech. Téměř všechna Richardova díla jsou exegetická, ve smyslu, jakým jsme poznali u Huga, a jsou názorným příkladem dobové exegeze praktikované nejen ve zdech opatství sv. Viktora. Z nejznámějších a též nejcharakterističtějších jsou to De duodecim patriarcharum (neboli Beniamin minor), De gratia contemplationis (neboli Beniamin maior) či Liber de Verbo incarnato. Všechna tato tři díla jsou založena na biblických textech.

### Beniamin minor

Opera, 1650

Beniamin minor je volnou exegezí Jákoba, jeho dvou žen a synů (Gn 29,16–30,24; 35,16–20). Richarda historické pozadí příběhu nezajímá. Jeho alegorie vykládá Leu a Ráchel jako Jákobovy afektivitu a rozum, které mu zplodily syny znázorňující různé vlastnosti jako strach, naději, lásku apod. Jedná se stále o totéž schéma: autor vysvětluje nějakou pravdu víry (alegorie) nebo pravdu duchovního či morálního života (tropologie) a tento duchovní (tj. alegorický či tropologický) význam je hlavním smyslem traktátu. Autor využívá biblického textu jen jako základu pro výklad, často bez ohledu na jeho původní, historický význam.

### Beniamin maior
Totéž můžeme říci o díle Beniamin maior, které je volnou exegezí Archy úmluvy (Ex 37,1–9). Stavba Archy popsaná v těchto verších Exodu je pro Richarda obrazem postupu člověka na duchovní cestě. Jako byla Archa nejprve vyrobena ze dřeva, poté pozlacena, opatřena korunou, slitovnicí a cheruby, stejně tak prochází člověk pěti stádii duchovního života. Nemá význam zde dopodrobna rozebírat obsah traktátu, neboť spadá do teologie duchovního života, nikoli do exegeze (chápané v dnešním slova smyslu).

### De Verbo incarnato
V případě spisu De Verbo incarnato se věci mají trochu odlišně. Zde Richard věnuje větší pozornost všem třem smyslům Písma včetně smyslu historického. Dílo je exegezí Izajášových veršů 21,11–12. Na rozdíl od jiných spisů se zde Richard pozastavuje déle i nad historickým významem slov a využívá ho jako základu k alegorii. Například samotné jméno Seír, oblast totožná s Edómem (tuto skutečnost ví od sv. Jeronýma), země, z níž pocházejí Idumejci (všechno spadá do ryze historického smyslu), je interpretována jako nežidovské národy očekávající Krista. Kromě tohoto alegorického výkladu staví na etymologii tohoto slova dokonce i tropologické vývody: „seír“ znamená hebrejsky „chlupatý“. Když to Richard zmiňuje, zamýšlí se nad tělesnými touhami člověka, které – jako chlup – často přesahují lidskou potřebu, je třeba je proto zkracovat, ale jejich úplné vytržení je příliš bolestivé. Nositelem významu textu nemusí proto být jen biblické postavy a události, ale i samotná slova jako taková a jejich etymologický význam. Ve většině pasáží však Richard pokračuje ve své obvyklé exegezi a na základě textu rozvíjí hluboké teologické otázky, například otázku Kristova zadostiučinění, očekávání Kristova příchodu v nežidovských národech, příchod Krista (den) i Antikrista (noc) či tropologické přirovnání světla a temnoty k spravedlnosti a nespravedlnosti. Jak zdůrazňuje Lenka Karfíková, mezi různými významy textu u Richarda (historickým, alegorickým a tropologickým) neexistuje jednosměrná závislost, kde by smysl historický přecházel v alegorický a ten pak zase v tropologický. Je přesnější hovořit spíše o „perichorezi“ jednotlivých významů, o jejich vzájemném prolínání.

## Richardův styl a teologie
Symptomatická pro tento způsob exegeze je skutečnost, že Richard od Svatého Viktora je známý spíš svým dílem De quattuor gradibus violentae caritatis jako teolog duchovního života nebo jako dogmatický teolog pro jeho výklad nezbytnosti Kristova vtělení, než jako exegeta. Stejně tak můžeme o Hugovi říci, že kdyby nebylo jeho Didascalica, byl by též známý výhradně jako autor obsáhlého systematického spisu De sacramentis christianae fidei, a ne jako exegeta.
V jednom aspektu však lpění na biblickém textu zanechalo na svatoviktorských kanovnících stopu. Ve srovnání s pozdější scholastikou a rodící se systematickou teologií si zachovali smysl pro dějinný charakter zjevení. Uchovávají si cit pro dějiny a často hovoří o různých stádiích ekonomie spásy.
Richard psal i souvislé komentáře na biblické knihy. Zástupci tohoto druhu jsou jeho komentáře na Ezechiela, Píseň písní a knihu Zjevení sv. Jana. Janovo Zjevení rozděluje na sedm vidění a každé z nich vykládá. Jedná se o souvislý a plynulý výklad starého typu, silně vázaný na biblický text. Richard se zde ve formě ani v obsahu neodlišuje od předcházející tradice a zvlášť jeho výklad knihy Zjevení staví hodně na patristických pramenech a na Bedovi Ctihodném. Komentář na tuto knihu je asi nejblíže tomu, co bychom dnes nazvali exegezí. Richard uvádí vždy krátký úryvek komentované knihy, který následně objasňuje. Výklad je silně alegorizující ve smyslu, že přikládá význam téměř každému jednotlivému slovu. Sice nevykládá jednolitě celou knihu, nicméně vytváří větší významově ucelené bloky, a v tom se liší od výše zmíněných výkladů. Zatímco když pracuje s jinými texty Písma, využívá jich k vyložení vlastní věroučné či duchovní nauky a neváhá přitom použít každé slovo ve zcela jiném, samostatném smyslu, zde je jeho primární snahou a cílem objasnit samotný biblický text.

## Trinitární nauka Richarda od Svatého Viktora
Originalita Richarda od sv. Viktora spočívá v uchopení tajemství Trojice coby vnitřního života Boha jako lásky (1 Jan 4,8.16). Richard – jinak než Anselm z Canterbury – nechápe Boha jako skutečnost, nad níž není možné si myslet nic většího, ale jako nejvyšší dobro, nad které není možné usilovat o nic lepšího – summum bonum, qui nihil melius intendi potest (trin. I,11.20)ːV,3). Bůh musí být v nejvyšší míře jednotou touhy a schopnosti touhu přijmout, mezí milovat a být milován. Božská láska se dialogicky naplňuje jen ve vztahu JÁ a TY. Plnosti však dosahuje jen tehdy, když se otevře novému vztahu k někomu třetímu, v němž si prokazují svou lásku, Ten třetí je Condilextus milujících se, trinitárně řečeno, Duch svatý, v němž se setkává a naplňuje láska Otce a Syna. Je odlišný od Otce a Syna, a přesto náleží k Bohu, a má proto vlastní božskou hypostázi. Otec je čistá, darující se láska, Syn je přijímající a darující se láska a Duch svatý je čistě přijímající láska, jíž se milují Otec a Syn. Tyto proprietates nelze zaměňovat s apropriacemi (přivlastňováním), tedy s případnými spojeními božských atributů s jednotlivými osobami (jako je moc s Otcem, moudrost se Synem, dobrota se Svatým Duchem).